# Foggy Dew (Iers verzetslied)
Foggy dew is een Iers verzetslied dat gaat over de Paasopstand van 24–30 april 1916. Het vertelt over die verzetsstrijders die omkwamen bij deze opstand of vanwege hun deelname geëxecuteerd werden. Het lied werd geschreven door priester Charles O'Neill (1887-1963), het arrangement was van de blinde muzikant Carl Gilbert Hardebeck. Het lied moedigt aan om voor Ierland te vechten en te sterven op Ierse bodem in plaats van aan de kusten van Gallipoli.

## Oorsprong
Foggy Dew is gebaseerd op de tekst van een liefdeslied, geschreven door E.H. Milligan en opgenomen door tenor John McCormack in 1913.
De tekst luidt:
A-down the hill I went one morn a lovely maid I spied.
Her hair was bright as the dew that wets sweet Anner’s verdant side
“And where go ye sweet maid?” said I, she raised her eyes of blue,
And smiled and said “The boy I wed, I’m to meet him in the foggy dew”.’
Charles O'Neill schreef de latere versie in 1916 na de mislukte Ierse Paasopstand, maar publiceerde het onder een schuilnaam. Het arrangement van Carl Gilbert Hardebeck was gebaseerd op een bestaande melodie van "The Moorlough Shore" uit 1886.

## Tekst en muziek
Het nummer wordt gespeeld in mineur in een 2/4 maat (mars) of in 4/4 maat als polka.
  As.. down the_ glen one Easter morn toa city fairrode I 
As down the glen one Easter morn to a city fair rode I
There Armed lines of marching men in squadrons passed me by
No fife did hum nor battle drum did sound it's dread tattoo
But the Angelus bell o'er the Liffey swell rang out through the foggy dew
Right proudly high over Dublin Town they hung out the flag of war
'Twas better to die 'neath an Irish sky than at Sulva or Sud El Bar 
And from the plains of Royal Meath strong men came hurrying through
While Britannia's Huns, with their long range guns sailed in through the foggy dew
'Twas Britannia bade our Wild Geese go that small nations might be free
But their lonely graves are by Sulva's waves or the shore of the Great North Sea
Oh, had they died by Pearse's side or fought with Cathal Brugha,
Their names we will keep where the Fenians sleep 'neath the shroud of the foggy dew 
But the bravest fell, and the requiem bell rang mournfully and clear
For those who died that Eastertide in the springing of the year
And the world did gaze, in deep amaze, at those fearless men, but few
Who bore the fight that freedom's light might shine through the foggy dew
Ah, back through the glen I rode again and my heart with grief was sore
For I parted then with valiant men whom I never shall see more
But to and fro in my dreams I go and I'd kneel and pray for you,
For slavery fled, O glorious dead, When you fell in the foggy dew.
zoals gezongen door The Dubliners.

## Andere interpretaties
- The Chieftains namen een versie op voor hun album The Long Black Veil, met zang van Sinéad O'Connor.
- The Chieftains en O'Connor voerden deze versie live uit tijdens de IRMA-Awards in 1995.[4]
- De Wolfe Tones brachten "Foggy Dew" op hun gelijknamige album.
- Pete Seeger nam het lied op met een eigen tekst als "Over the Hills".